# Robert Massin
Robert Massin (La Bourdinière-Saint-Loup, 13 ottobre 1925 – Parigi, 8 febbraio 2020) è stato un grafico, direttore artistico e tipografo francese, figura di spicco nell'ambito della tipografia e della grafica del XX secolo, in particolare editoriale.
Egli concepisce l’arte come totale e, grazie all’impiego di una tipografia espressiva, nelle sue opere riesce a concretizzare un’interazione tra le varie discipline artistiche (musica, teatro, immagine, letteratura). «Le graphisme en soi n'existe pas. Comme, il n'y a pas de cloisons étanches, je veux être graphiste, écrivain, éditeur, photographe, metteur en scène» («La grafica in sé non esiste. Ad esempio, non ci sono partizioni stagne, voglio essere graphic designer, scrittore, editore, fotografo, regista»). È per questo motivo che generalmente Massin riveste il ruolo dell’interprete: le sue opere infatti sono variazioni e traduzioni tipografiche di lavori di altri artisti (esempi notevoli La cantatrice calva e Délire à deux di Eugène Ionesco, Esercizi di stile di Raymond Queneau). Analizzando l’evolversi della sua carriera, è possibile ritrovare un fil rouge proprio nel concetto di variazione (dedica all’argomento il saggio De la Variation).

## Robert Massin e la musica
Robert Massin fin dalla giovane età si dimostra appassionato di musica: è un fervido ascoltatore e si diletta nello studio del contrabbasso. Una volta rivelata la vocazione per le arti grafiche, l'artista si dedica all’analisi della notazione musicale, intesa come un diverso tipo di scrittura grafica basata sulla variazione (al tema è riservato il capitolo M del saggio Alphabet du monde, 2004).
Ciò che più interessa a Massin delle partiture musicali è il margine di interpretazione lasciato dal compositore: lo spartito infatti assume una nuova vita con ogni musicista, come un’opera recitata da un attore o un testo in lingua straniera tradotto. Così, Robert Massin rende tipograficamente brani musicali, offrendone una personale ed innovativa variazione. «L’interpretazione è un’attività che sostituisce ciò che non so fare». Egli è alla ricerca di una corrispondenza tra il tono delle note, la loro durata, il timbro degli strumenti e i segni grafici. Il designer pensa alla pagina su un altro registro: come unità spaziale, essa acquista in rapporto alle altre una dimensione temporale, diventando un elemento ritmico di scansione, una battuta musicale.
Tra le sperimentazioni in questo ambito, le più riuscite sono senza dubbio Conversation-sinfonietta (1965), l’adattamento di La Foule (1966) e di Pierrot Lunaire (2007).

### Conversation-sinfonietta
In Conversation-sinfonietta, sestetto vocale di Jean Tardieu, come in tutte le trasposizioni tipografiche di opere musicali di Massin, il graphic designer fornisce una traduzione grafica delle pause, dell'esplosione e della ripetizione ossessiva delle parole e dell'onnipresenza del silenzio nella maggior parte delle situazioni comiche. Nel layout, che imita una partitura musicale, l'armoniosa diversità dei font conserva un certo rigore tipografico: Massin assegna un sesto della pagina in orizzontale a ognuna delle voci, ponendole ad un’altezza che corrisponde al registro. Queste sono disposte nello spartito e definite dal carattere tipografico che rende identità dei personaggi, diversificandoli.
L’opera fu composta nello Studio Hollenstein di Parigi fotografando riga per riga, linee composte da singole lettere su tessere in miniatura.

### La Foule
Diversamente dalla maggior parte dei progetti che Massin intraprese negli anni ‘60, periodo di grande ispirazione, La Foule non è basata su un’opera puramente letteraria, ma musicale. Nonostante si tratti di un lavoro su commissione, Massin non si trattiene dallo sperimentare con le più sorprendenti tecniche di stampa.
La Foule è un’interpretazione tipografica della canzone di Édith Piaf attraverso tre doppie pagine, accompagnata dal lavoro fotografico di Emil Cadoo. Il progetto fu intrapreso nell’ottobre del 1964 e terminato nell’agosto 1965. Fu pubblicato sulle pagine di «Evergreen Review», una rivista letteraria progressista statunitense, il cui proprietario aveva già pubblicato The Bald Soprano, la versione americana della Cantatrice Calva. Massin aveva già fatto un esperimento simile, con collage di fotografie in bianco e nero, nel suo layout per Lady Sings the Blues di Billie Holiday. Come già nella Cantatrice Calva, rimuove tutti i mezzi toni dalle foto di Cadoo per aumentare l’espressività drammatica del volto della Piaf, (lavorando su delle foto scattate durante un concerto che la cantante tenne prima della morte nel ‘63). L’espediente crea un cono di luce sulla figura che si staglia contro il nero della sala da concerto.
Le rappresentazioni del volto di Édith Piaf distorto dal cantare sembrano avvicinarsi man mano che si girano le pagine della rivista, con un calcolato effetto di zoom, mentre le sue mani accentuano la teatralità dell’azione. «La tipografia deve seguire il movimento ondulatorio dominato da un ritmo sostenuto (il tempo del valzer), comunque ciò non vuol dire eliminare gli intervalli nel testo, che possono essere deliberati o richiesti per il respiro».
A seguito di alcuni esperimenti non andati a buon fine con la tecnica della distorsione fotografica dei caratteri, Massin decise di utilizzare una gomma flessibile per modificare le lettere stampate. Dopo dei tentativi con coprimaterassi impermeabili per bambini e con palloncini, raggiunse il risultato sperato utilizzando dei preservativi. Per ottenere le distorsioni desiderate, egli doveva stampare una sillaba alla volta, lasciando grandi spazi da entrambi i lati, fotografare i risultati e ricomporli su carta in un minuzioso lavoro di collage: un processo laborioso e lento. "Un esperimento tutto artigianale di distorsione della scrittura", secondo le parole di Valentina Manchia, studiosa italiana di Massin. Grazie a questa tecnica, Massin enfatizza la voce roca di Piaf, la durata e l’estensione delle note nel suo fraseggio molto emotivo e struggente. Il risultato è molto espressivo, totalmente diverso dal layout rigoroso di Conversation-Sinfonietta. Questo approccio sperimentale e pratico è lontanissimo da ciò che i programmi digitali, che Massin stesso utilizza ormai da una ventina d’anni, consentono ai grafici di raggiungere al giorno d’oggi. Le ovvie imperfezioni dei collage fatti a mano evocano la grana della voce ed è evidente la corrispondenza estetica del testo con la componente fotografica. Quest’approccio (le foto della cantante impaginate insieme al testo) sembra più facile da afferrare per il lettore rispetto a quello di Pierrot Lunaire.

### Pierrot Lunaire
Pierrot Lunaire è il primo lavoro atonale (ovvero composto utilizzando i dodici semitoni della scala anziché le sette note) di Arnold Schönberg del 1912. La sfida per Massin è trovare un equivalente grafico e tipografico dello Sprechgesang. Inizia il progetto nel 1966, ma lo abbandona per poi riprenderlo e completarlo nel 2007 in una versione a mano e al computer. Per rendere graficamente l’altezza delle note viene utilizzata una gamma di 20 colori: il giallo corrisponde all’acuto e il porpora al grave. La durata delle note è rappresentata attraverso delle variazioni sulla scala orizzontale del corpo e il suo peso è proporzionale al volume della voce dell’interprete.
Inizialmente il font scelto è il Mistral (un font ispirato alla calligrafia del suo creatore, il tipografo Roger Excoffon), ma nel 2006 inizia a lavorare con un font basato su una scrittura a mano femminile, le cui lettere serigrafate sono tipiche dell’influenza del gotico tedesco, cercando un risultato più espressivo e personale per ogni personaggio. La voce del soprano è rafforzata da uno sfondo riccamente illustrato con i lavori di artisti espressionisti, manipolati e con il potere poetico di evocare il contesto culturale della Germania prima della Repubblica di Weimar.
Quest’iconografia che fa da sfondo alle alterazioni tipografiche, aggiunge un secondo livello di interpretazione al lavoro musicale e gli conferisce un aspetto tridimensionale, distinguendolo dal resto dell’opera di Massin. La versione animata e multimediale del Pierrot Lunaire di Arnold Schönberg/Massin ideata, con la supervisione dello stesso Massin, da Valentina Manchia (responsabile della parte grafica) e da Benedetta Saglietti (curatrice di quella musicale) è andata in scena in prima assoluta allo Stresa Festival nel 2018, con la regia di Francesco Campanini e la voce recitante di Maddalena Crippa.